# Ambrożów
Ambrożów – wieś w Polsce, położona w województwie świętokrzyskim, w powiecie starachowickim, w gminie Pawłów.
| SIMC    | Nazwa      | Rodzaj    |
| ------- | ---------- | --------- |
| 0259867 | Bernardów  | część wsi |
| 0259873 | Michalinów | część wsi |
| 0259880 | Zygmuntów  | część wsi |

W latach 1975–1998 miejscowość administracyjnie należała do województwa kieleckiego.
Przez miejscowość przebiega droga wojewódzka nr 756.
Wierni Kościoła rzymskokatolickiego należą do parafii Parafia św. Małgorzaty w Chybicach.